# Макферсон, Дейв
Дэвид Макферсон (англ. David McPherson; 28 января 1964, Пейсли, Шотландия), более известный как Дейв Макферсон — шотландский футболист, защитник. Известен по выступлениям за «Рейнджерс», «Харт оф Мидлотиан» и сборную Шотландии. Участник чемпионата мира 1990 и чемпионата Европы 1992 годов.

## Клубная карьера
Макферсон начал свою профессиональную карьеру в клубе «Рейнджерс». В 1983 году он дебютировал за первую команду команду в шотландской Премьер-лиге. За семье сезонов в составе синих он трижды выиграл Кубок лиги и завоевал Кубок Шотландии. В 1987 году Дейв перешёл в «Харт оф Мидлотиан». Сумма трансфера составила 375 тыс. фунтов. Макферсон помог клубу сохранить прописку в Премьер-лиге, а также стал капитаном команды. В 1992 году в команде появились финансовые трудности и руководство продало Дейва обратно в «Рейнджерс» за 1,3 млн. фунтов.
Второе пришествие Макферсон в родной клуб стало намного успешней, он дважды выиграл чемпионат и Кубок лиги, а также завоевал национальный клубок. Несмотря на эти успехи в 1994 году из-за большой конкуренции Дейв лишился постоянного места в основе и вернулся в «Харт оф Мидлотиан», почти за ту же сумму. В 1998 году он помог клубу занять второе место и завоевать Кубок Шотландии.
В 1999 году Макферсон перешёл в австралийский «Карлтон». По окончании сезона он завершил карьеру футболиста. В 2001 году Дейв подписал контракт с шотландским «Гринок Мортон», где работал играющим тренером.

## Международная карьера
28 апреля 1989 года в матче против сборной Кипра Макеферсон дебютировал за сборную Шотландии. В той же встрече он забил свой первый гол за национальную команду. В 1990 году он попал в заявку национальной команды на чемпионат мира в Италии. На турнире Дейв сыграл в матчах против сборных Коста-Рики, Бразилии и Швеции.
В 1992 году Макферсон защищал цвета национальной сборной на Чемпионате Европы в Швеции. На турнире он сыграл в матчах против сборных СССР, Нидерландов и Германии.

## Достижения
Командные
 «Рейнджерс»
- Чемпионат Шотландии по футболу — 1992/93
- Чемпионат Шотландии по футболу — 1993/94
- Обладатель Кубка Шотландии — 1981
- Обладатель Кубка Шотландии — 1993
- Обладатель Кубка лиги — 1982
- Обладатель Кубка лиги — 1984
- Обладатель Кубка лиги — 1985
- Обладатель Кубка лиги — 1993
- Обладатель Кубка лиги — 1994

 «Харт оф Мидлотиан»
- Обладатель Кубка Шотландии — 1998